# Tomor Alizoti

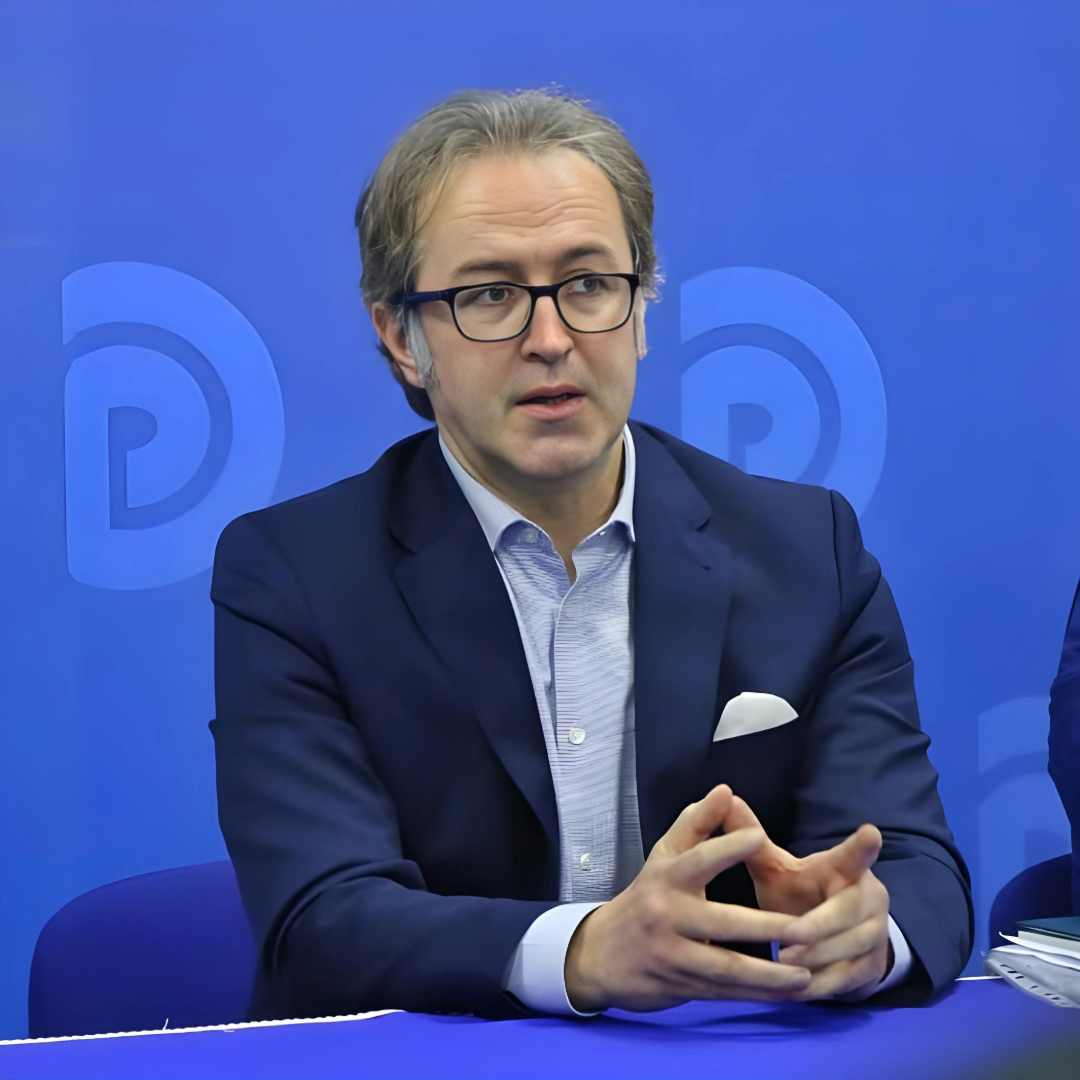
Alizoti, DP

Tomor Alizoti (* 6. Dezember 1976 in Lushnja) ist ein albanischer Politiker und Mitglied der Partia Demokratike e Shqipërisë. Seit 2021 ist er Abgeordneter im albanischen Parlament und stellvertretender Vorsitzender des Ausschusses für Außenpolitik. Er stammt aus einer politischen Familie, deren Geschichte durch den Widerstand gegen das kommunistische Regime geprägt ist. Alizoti ist bekannt für seine konservativen Ansichten und sein Engagement zur Aufarbeitung der Verbrechen des Kommunismus in Albanien.

## Leben
Tomor Alizoti wurde am 6. Dezember 1976 in Lushnja, Albanien, geboren. Von 1997 bis 2001 studierte er Germanistik an der Universität Tirana. Nach seinem Studium war er als Diplomat an der albanischen Botschaft in Deutschland tätig, bevor er in die Politik wechselte.
Alizoti entstammt einer einflussreichen politischen Familie. Sein Urgroßvater Fejzi Alizoti war in den Jahren nach der Unabhängigkeit Albaniens Premierminister und Minister. Sein Großvater Riza Alizoti war in den frühen Nachkriegsjahren Mitglied des albanischen Parlaments. Aufgrund ihres Widerstands gegen das kommunistische Regime und der Nähe zu den italienischen Besatzern wurde die Familie Alizoti von den Kommunisten stark verfolgt. Mehrere Familienmitglieder, darunter sein Großvater, wurden hingerichtet oder inhaftiert.

## Diplomatische Karriere
Vor seinem Eintritt in die albanische Politik diente Alizoti als Diplomat in der albanischen Botschaft in Deutschland. In dieser Rolle konnte er wertvolle Erfahrungen in der Außenpolitik sammeln und Beiträge zur diplomatischen Entwicklung Albaniens leisten. Zudem ist er Alumnus des Diplomatenkollegs des Außenministeriums.

## Politische Karriere
Seit 2021 ist Alizoti Mitglied des albanischen Parlaments für die Demokratische Partei. Innerhalb des Parlaments ist er stellvertretender Vorsitzender des Ausschusses für Außenpolitik.
Im Kampf innerhalb der Demokratischen Partei zwischen dem abgesetzten Partei-Doyen Sali Berisha und der neuen Führung rund um Lulzim Basha hielt Alizoti zu Berisha.
Er ist bekannt für seine konservativen Ansichten und setzt sich besonders für die Verurteilung der Verbrechen des kommunistischen Regimes in Albanien ein. Im Mai 2024 kritisierte er im Parlament die Verharmlosung dieser Verbrechen und forderte Respekt für die Opfer des Kommunismus.